# William Amaral de Andrade
William Amaral (Rio de Janeiro, 27 de desembre de 1967) és un exfutbolista brasiler que jugava de defensa. Ha militat en equips brasilers, portuguesos, francesos i espanyols. Va guanyar dues lligues de Portugal (90/91) i (93/94), així com una Copa (92/93).